# 정연묘역
정연묘역(鄭淵墓域)은 대한민국 경기도 파주시 탄현면 법흥리에 있는, 조선 초기의 문신인 정연(鄭淵, 1389~1444)의 묘이다. 1993년 6월 3일 경기도의 기념물 제139호로 지정되었다.

## 개요
조선 초기의 문신인 정연(鄭淵, 1389~1444)의 묘이다. 본관은 연일(延日), 자는 중심(仲深), 호는 송곡(松谷) 아버지는 홍(洪)이며, 안평대군 용(瑢)의 장인이다. 태종 5년(1405) 생원시에 합격하고 음보(蔭補)로 지평에 재직 중 당시 태종의 신임을 받던 영의정 하륜(河崙)의 비행을 탄핵한 일로 순금사에서 국문 을 받았으나 속죄되어 풀려났다. 정랑을 거쳐 세종 2년 사헌부 장령에 승진되고, 이후 선공감정·형조·병조의 참판과 판서 등을 역임하였다. 특히 사헌부의 관직을 맡았을 당시에는 바른말을 잘하는 것으로 명성이 높았다.
묘역은 크게 2단으로 이루어졌는데 봉분은 단분으로 부인 단양우씨(丹陽禹氏)와의 합장묘이다. 봉분의 형태는 하단 전면과 좌우면에 장대 석으로 보호석을 둘렀는데 방형에 가까운 장방원형분이 다. 봉분 앞에는 화관석(花冠石) 형태의 묘비 2기가 나 란히 배열되어 있는데 좌측이 정연의 묘비로 세종 26년 (1444)에 건립된 것이고 우측이 부인의 것으로 세종 27년에 건립된 것이다. 묘비 앞에는 상석이 각각 배치되어 있고, 그 앞으로 장대석을 이용한 계단석이 놓여 있다. 묘역 전방에는 좌우에 문인석 2쌍이 배열되어 있다

## 같이 보기
- 정연

## 참고 문헌
- 정연묘역 - 국가유산청 국가유산포털